# Мэй, Скотт
Скотт Гленн Мэй (англ. Scott Glenn May; родился 19 марта 1954 года в Сандаски, штат Огайо, США) — американский профессиональный баскетболист.

## Карьера игрока
Играл на позиции лёгкого форварда. Учился в Индианском университете в Блумингтоне, в 1976 году был выбран на драфте НБА под 2-м номером командой «Чикаго Буллз». Позже выступал за команды «Милуоки Бакс», «Детройт Пистонс», «Киднео Брешиа», «Берлони Торино», «Виртус Банко Рим» и «Эничем Ливорно». Всего в НБА провёл 7 сезонов. В 1976 году Мэй стал чемпионом Национальной ассоциации студенческого спорта (NCAA). По итогам этого года он стал лауреатом Приза Нейсмита и Приза имени Адольфа Раппа, а также признавался баскетболистом года среди студентов по версии UPI, Sporting News, Associated Press, Helms Foundation и NABC. Включался в 1-ю сборную новичков НБА (1977). Два раза подряд включался в 1-ю всеамериканскую сборную NCAA (1975—1976). Всего за карьеру в НБА сыграл 355 игр, в которых набрал 3690 очков (в среднем 10,4 за игру), сделал 1450 подборов, 610 передач, 285 перехватов и 44 блок-шота.
В 1976 году стал в составе сборной США олимпийским чемпионом летних Олимпийских игр в Монреале.

## Статистика

### Статистика в НБА
| Сезон                                                                                    | Команда | Регулярный сезон | Регулярный сезон | Регулярный сезон | Регулярный сезон | Регулярный сезон | Регулярный сезон | Регулярный сезон | Регулярный сезон | Регулярный сезон | Регулярный сезон | Регулярный сезон | Серия плей-офф | Серия плей-офф | Серия плей-офф | Серия плей-офф | Серия плей-офф | Серия плей-офф | Серия плей-офф | Серия плей-офф | Серия плей-офф | Серия плей-офф | Серия плей-офф |
| Сезон                                                                                    | Команда | GP               | GS               | MPG              | FG%              | 3P%              | FT%              | RPG              | APG              | SPG              | BPG              | PPG              | GP             | GS             | MPG            | FG%            | 3P%            | FT%            | RPG            | APG            | SPG            | BPG            | PPG            |
| ---------------------------------------------------------------------------------------- | ------- | ---------------- | ---------------- | ---------------- | ---------------- | ---------------- | ---------------- | ---------------- | ---------------- | ---------------- | ---------------- | ---------------- | -------------- | -------------- | -------------- | -------------- | -------------- | -------------- | -------------- | -------------- | -------------- | -------------- | -------------- |
| 1976/77                                                                                  | Чикаго  | 72               |                  | 32,9             | 45,1             |                  | 82,8             | 6,1              | 2,0              | 1,1              | 0,2              | 14,6             | 3              |                | 32,3           | 38,5           |                | 80,0           | 4,7            | 1,0            | 2,7            | 0,7            | 10,7           |
| 1977/78                                                                                  | Чикаго  | 55               |                  | 32,8             | 45,4             |                  | 81,0             | 6,0              | 2,1              | 0,9              | 0,1              | 13,4             | Не участвовал  | Не участвовал  | Не участвовал  | Не участвовал  | Не участвовал  | Не участвовал  | Не участвовал  | Не участвовал  | Не участвовал  | Не участвовал  | Не участвовал  |
| 1978/79                                                                                  | Чикаго  | 37               |                  | 10,9             | 43,4             |                  | 75,0             | 1,7              | 1,1              | 0,6              | 0,0              | 4,0              | Не участвовал  | Не участвовал  | Не участвовал  | Не участвовал  | Не участвовал  | Не участвовал  | Не участвовал  | Не участвовал  | Не участвовал  | Не участвовал  | Не участвовал  |
| 1979/80                                                                                  | Чикаго  | 54               |                  | 24,0             | 45,0             | 0,0              | 83,7             | 4,0              | 1,9              | 0,8              | 0,1              | 12,4             | Не участвовал  | Не участвовал  | Не участвовал  | Не участвовал  | Не участвовал  | Не участвовал  | Не участвовал  | Не участвовал  | Не участвовал  | Не участвовал  | Не участвовал  |
| 1980/81                                                                                  | Чикаго  | 63               |                  | 12,9             | 48,8             | -                | 75,8             | 2,5              | 1,0              | 0,6              | 0,1              | 7,0              | Не участвовал  | Не участвовал  | Не участвовал  | Не участвовал  | Не участвовал  | Не участвовал  | Не участвовал  | Не участвовал  | Не участвовал  | Не участвовал  | Не участвовал  |
| 1981/82                                                                                  | Милуоки | 65               | 7                | 18,3             | 50,8             | 0,0              | 82,4             | 3,4              | 2,0              | 0,8              | 0,1              | 9,0              | 4              | 0              | 12,5           | 20,0           | -              | 64,3           | 2,8            | 2,5            | 0,5            | 0,0            | 4,3            |
| 1982/83                                                                                  | Детройт | 9                | 1                | 17,2             | 42,0             | -                | 81,0             | 2,9              | 1,3              | 0,6              | 0,2              | 6,6              | Не участвовал  | Не участвовал  | Не участвовал  | Не участвовал  | Не участвовал  | Не участвовал  | Не участвовал  | Не участвовал  | Не участвовал  | Не участвовал  | Не участвовал  |
|                                                                                          | Всего   | 355              | 8                | 22,6             | 46,2             | 0,0              | 81,1             | 4,1              | 1,7              | 0,8              | 0,1              | 10,4             | 7              | 0              | 21,0           | 30,4           | -              | 72,4           | 3,6            | 1,9            | 1,4            | 0,3            | 7,0            |
| Наведите курсор мыши на аббревиатуры в заголовке таблицы, чтобы прочесть их расшифровку. |         |                  |                  |                  |                  |                  |                  |                  |                  |                  |                  |                  |                |                |                |                |                |                |                |                |                |                |                |